# Silo de Asturias
Silo o Silón (m. Pravia, 783) fue rey de Asturias entre los años 774 y 783. Sucedió al rey Aurelio al acceder al trono por estar casado con Adosinda, hija del rey Alfonso I el Católico. Trasladó la corte a Pravia y fue coetáneo de Abderramán I, emir Omeya de Córdoba, y de Carlomagno, rey de los francos.

## Biografía

### Acceso al trono
Sucedió al rey Aurelio I de Asturias en 774 y reinó hasta su muerte en 783. En aquel momento, el acceso al trono era electivo, como lo había sido en el reino visigodo, pero restringido a las familias reinantes. Pasaba de padres a hijos preferentemente o, si no fuese posible, al marido de la hija del rey, como en el caso de Alfonso I y el de Silo, o a otro varón de las familias reales en condiciones de gobernar.
No obstante, es un asunto muy discutido y hay diversas teorías: elección de tipo visigodo, la indigenista de sucesión matrilineal y la hereditaria dentro del linaje real explicada anteriormente. El caso del acceso al trono de Silo es de los más discutidos y justificados en cada una de estas teorías.

### Principales hechos de su reinado
Vivió en paz con los musulmanes, según la Crónica albeldense, ob causam matris (por causa de su madre), que puede significar, o bien que su madre era musulmana con algún tipo de ascendiente sobre Abderramán I, o bien que su madre fuera enviada a Córdoba en calidad de rehén, pero realmente es una frase muy oscura sobre la que no hay una explicación verosímil.

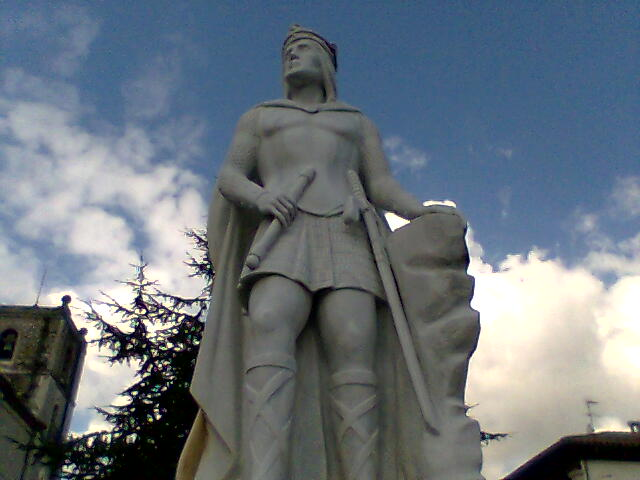
Estatua del Rey Silo. Pravia (Asturias)

Puede explicar la inactividad musulmana respecto al reino de Asturias el que el reinado de Silo coincidiera con la intervención de Carlomagno en España en 778, en la que no pudo mantener el asedio a la ciudad de Zaragoza y se tuvo que retirar por Roncesvalles, donde sufrió una gran derrota, y la subsiguiente campaña de Abderramán I en 781 al valle del Ebro en venganza contra los que habían apoyado la incursión franca.
Sin embargo, en el interior se produce la segunda rebelión de Galicia, después de la que hubo en tiempos de Fruela I, sin que las crónicas aclaren los motivos y protagonistas. Los rebeldes reunieron un ejército que se enfrentó a las tropas de Silo en Montecubeiro (Lugo) donde fueron derrotados y la rebelión sofocada.
Del reinado de Silo procede el documento escrito medieval más antiguo que se conoce de la península ibérica: es el Diploma del rey Silo, en el que el 23 de agosto de 775 el rey dona a varios religiosos algunas propiedades en el lugar llamado Tabulata, hoy Trabada, aldea de la romana Lucus Augusti (Lugo). Es un documento contractual de donación pro anima que se estudia en la carrera diplomática.

### Traslado de la corte a Pravia

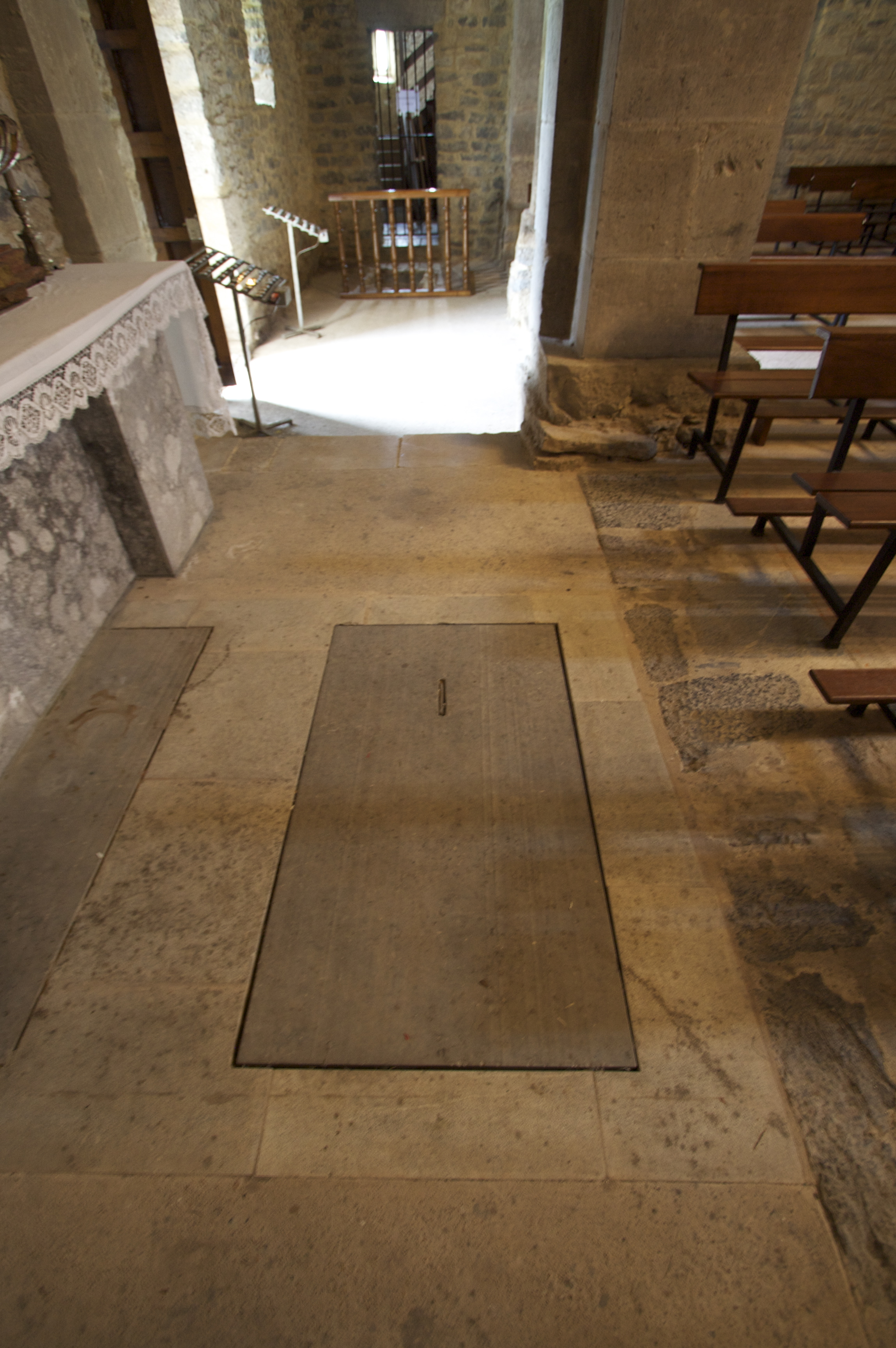
Tumba del rey Silo. Iglesia de San Juan de Santianes de Pravia.

Al acceder Silo al trono, trasladó la capital de Cangas de Onís a Pravia, ya que formaba parte de la aristocracia local y tenía tierras en esos territorios. Además, el traslado de la corte obedecía a motivos estratégicos, ya que Pravia, antiguo asentamiento romano, estaba en el fondo del valle del Nalón y al lado de una vía romana terminal de Asturica Augusta. Por último, al haberse ampliado el reino hasta Galicia, Cangas de Onís quedaba en un lugar demasiado excéntrico.

### Muerte y sucesión
Al no tener descendencia, Silo y Adosinda favorecieron a Alfonso, hijo de Fruela I, y sobrino de Adosinda, nombrándolo muy joven gobernador del Palatium. 
El rey Silo falleció en Pravia en el año 783. La Primera Crónica General relata del siguiente modo la defunción del rey:

Andados ocho annos del regnado del rey Silo, que fue en la era de ochocientos et dizisiete annos, murio esse rey Silo, e fue enterrado en la eglesia de sant Johan apostol et evangeliste, la que el fiziera en su vida.

La reina Adosinda consiguió hacer elegir rey a su sobrino Alfonso antes de fallecer Silo, pero una revuelta dio el trono a Mauregato, hijo ilegítimo de Alfonso I de Asturias, habido con una esclava de origen gallego.

### Sepultura
Después de su defunción, el cadáver del rey Silo recibió sepultura en la iglesia de San Juan de Santianes de Pravia, que el monarca asturiano había ordenado erigir, y en la que aún se conserva la tumba en la que se supone que yacen los restos del rey y los de su esposa, la reina Adosinda, que fue inhumada en el mismo templo.
No obstante lo anterior, el maestro Custodio señaló que los restos del rey Silo fueron trasladados al monasterio de San Juan de las Dueñas, de la ciudad de Oviedo, y que detrás del altar mayor se encontraba la sepultura del rey.
| Predecesor: Aurelio | Rey de Asturias 774 - 783 | Sucesor: Alfonso II |